# Cento
Cento este un oraș italian cu o populație de 35905 de locuitori, face parte din provincia (judetul) Ferrara, în regiunea Emilia-Romagna, Italia. Cento este adesea definit oras de frontieră dintre cele 2  provincii vecine Ferrara si Bologna, deși aparține provinciei Ferrara, distanță dintre cele doua capitale de provincii Ferrara, respectiv Bologna, este aproape la fel, de asemenea, este uneori redenumit "mica Bologna", din cauza centrului istoric, în stil Bolognese, precum și pentru gastronomie, care are mai multe feluri de mâncare tipice Bolognese..

## Demografie
Cento - evoluția demografică

|  | Graficele sunt indisponibile din cauza unor probleme tehnice. Mai multe informații se găsesc la Phabricator și la wiki-ul MediaWiki. |

Date: Recensăminte sau birourile de statistică - grafică realizată de Wikipedia